# Dustley Mulder
Dustley Mulder (Baarn, 27 gennaio 1985) è un ex calciatore olandese, di ruolo difensore.

## Carriera

### Club
Dopo aver iniziato nelle giovanili del Feyenoord, ha poi vestito le maglie di Excelsior, RKC Waalwijk, Levski Sofia, Apollōn Limassol e NAC Breda.